# FK Ventspils
FK Ventspils (Futbola Klubs Ventspils) je lotyšský fotbalový klub sídlící ve městě Ventspils. Byl založen roku 1997 po sloučení klubů "Venta" a "NAFTA", v témže roce začal tým nastupovat v nejvyšší lotyšské fotbalové soutěži. První zápas odehrál klub dne 12. dubna 1997 proti klubu Skonto FC, duel skončil porážkou 0:3. Na evropské scéně tým debutoval v roce 1999, tehdy nastoupili jeho hráči v Intertoto Cupu, v roce 2000 si zahráli Pohár UEFA a v červenci roku 2007 si poprvé vychutnali možnost hrát nejcennější evropskou fotbalovou soutěž – Ligu mistrů UEFA. Hřištěm klubu je stadion s názvem Ventspils Olimpiskais Stadions s kapacitou 3 200 diváků.
Mezi největší úspěchy klubu patří vítězství v nejvyšší lotyšské soutěži (2006, 2007, 2008, 2011, 2013, 2014) a vítězství v lotyšském poháru (2003, 2004, 2005, 2007, 2010/11, 2012/13).
V roce 2010 vyhrál klub Baltskou fotbalovou ligu. V roce 2021 byl klub ze strany UEFA potrestán sedmiletým zákazem účasti v pohárech organizovaných touto federací z důvodu pokusu o ovlivnění výsledku utkání předkola Evropské ligy z července 2018 hraného proti Bordeaux.